# Râul Crușov
Râul Crușov este un curs de apă, afluent al Oltului. 